# Electroputere V54
V54 (także V-54) – typ rumuńskiego wagonu tramwajowego, wytwarzanego w zakładach Electroputere (EP) w Krajowej. Zakłady te wyprodukowały w połowie lat 50. XX wieku 256 wagonów tej serii. Wagony V54 eksploatowane były przez sieci tramwajowe w Bukareszcie, Oradei oraz w Timișoarze. Oznaczenie jest skrótem od rumuńskich słów vagon de anul 1954 – wagon z roku 1954 – i nawiązuje do roku produkcji. W Oradei i Timișoarze tramwaje te, w nawiązaniu do amerykańskich zakładów Pullman Palace Car Company produkujących wagony typu PCC, określano także jako typ Pullman.

## Poprzednik typu V54: typ V951
Typ V54 jest pod względem konstrukcyjnym zbliżony do produkowanego trzy lata wcześniej bukaresztańskiego tramwaju V951, nazywanego potocznie Festival. Źródłem tejże nazwy był Światowy Festiwal Młodzieży i Studentów, który odbył się w 1953 r. w Bukareszcie. 37 egzemplarzy o numerach 3001–3037 wyprodukowano w warsztatach głównych przewoźnika Întreprinderea de Transport București. Prototyp ukończono w 1951 r., produkcja seryjna trwała w roku 1952 (sześć sztuk) i 1953 (30 sztuk).
Wagon nr 3037 należał od 1954 r. do Electroputere i służył jako wzór dla późniejszych tramwajów typu V54.

## Dostawy
| Państwo        | Miasto         | Typ            | Lata dostaw    | Liczba | Numery taborowe |  |
| -------------- | -------------- | -------------- | -------------- | ------ | --------------- |  |
| Rumunia        | Bukareszt      | V54            | 1955–1959      | 231    | 3038–3268       |  |
| Rumunia        | Oradea         | V54            | 1956–1959      | 11     | 44–54           |  |
| Rumunia        | Timișoara      | V54            | 1955–1959      | 20     | 208–227         |  |
| Łączna liczba: | Łączna liczba: | Łączna liczba: | Łączna liczba: | 262    |                 |  |

## Eksploatacja

### Bukareszt

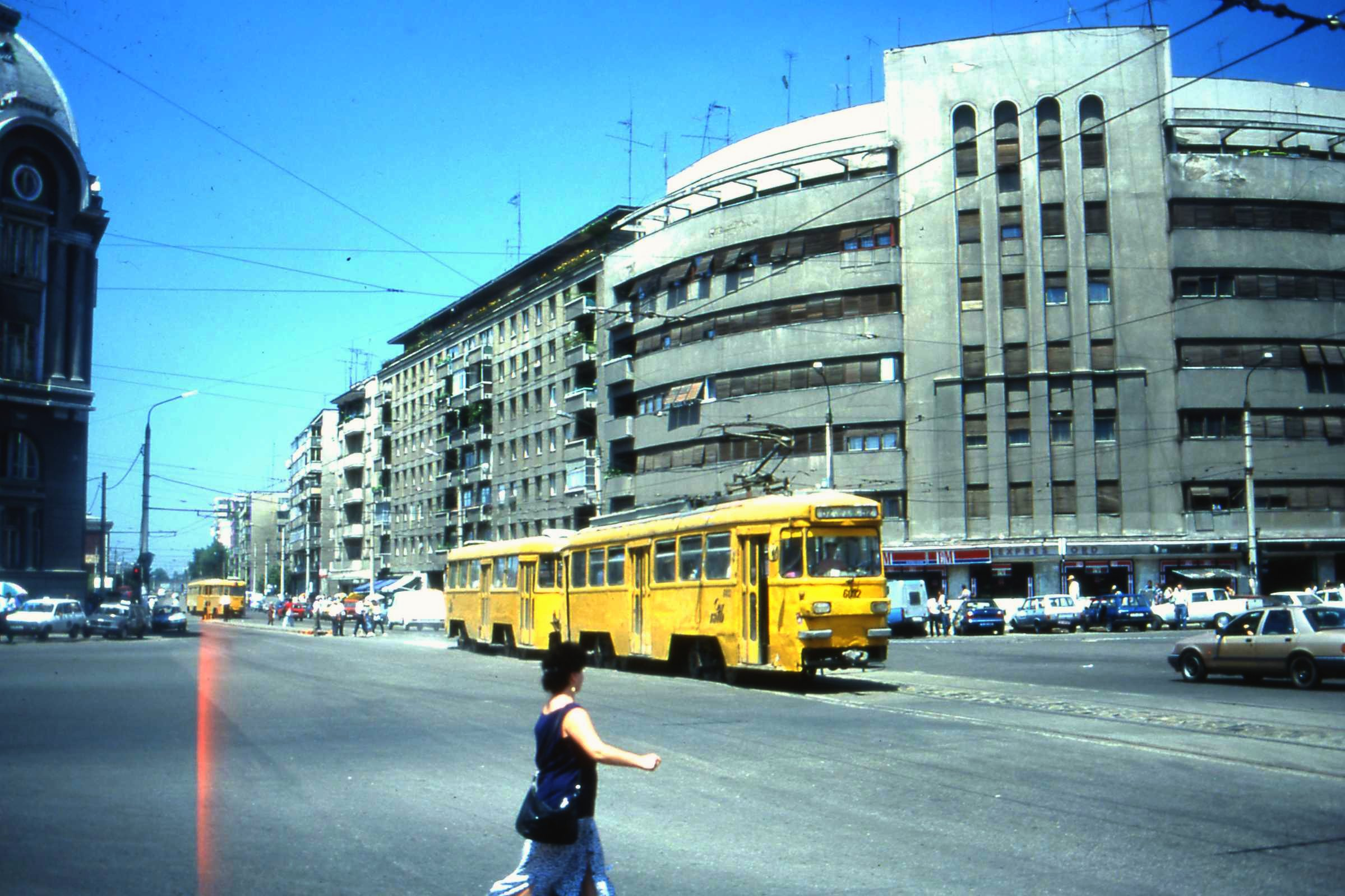
Czerwiec 1996: zmodernizowany w 1978 r. wagon nr 6032 z doczepą V12/V3A

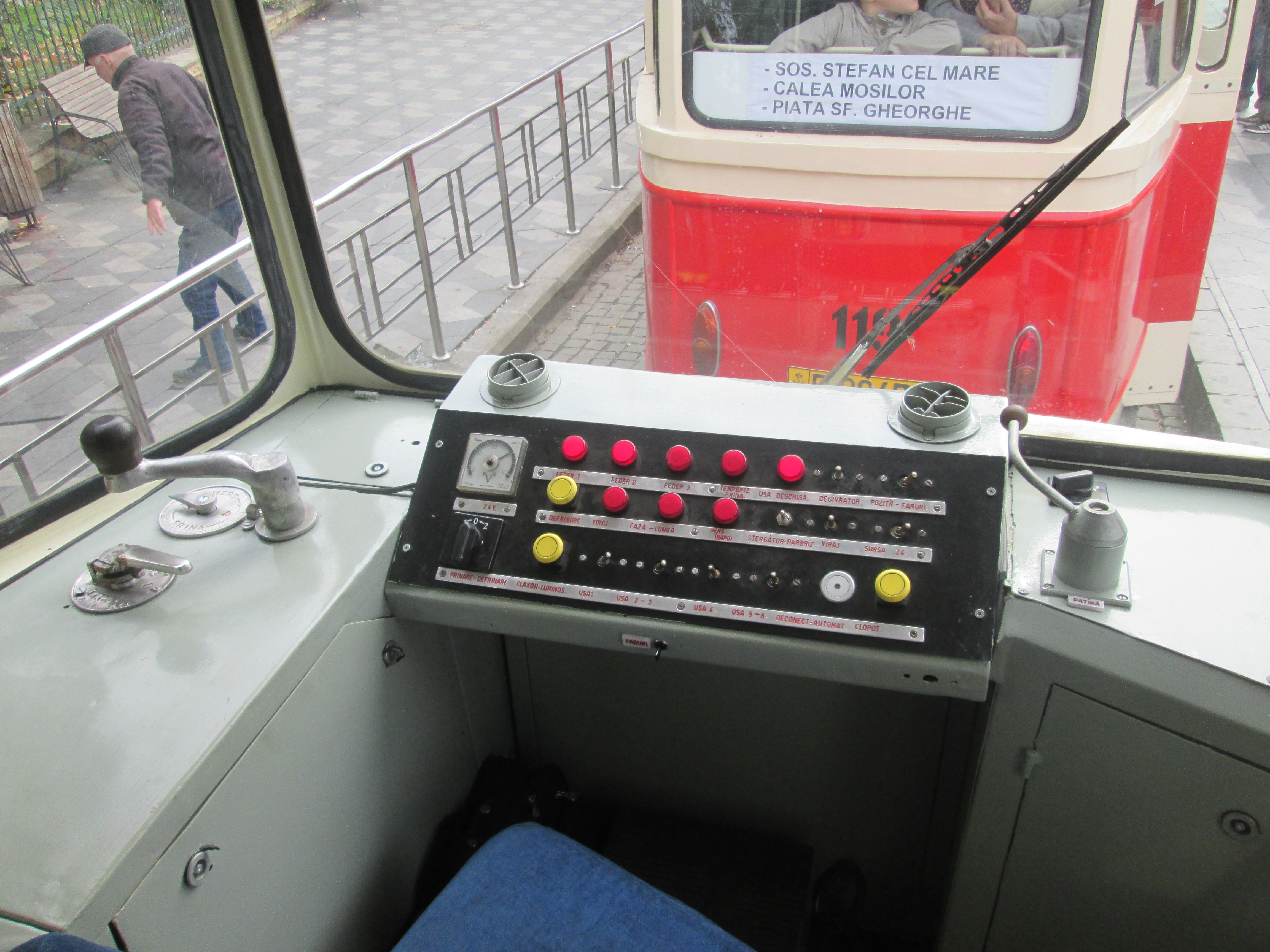
Pulpit motorniczego

Do Bukaresztu dostarczono w latach 1955–1959 231 wagonów typu V54. Wagonom V54 nadano numery taborowe z zakresu 3038–3268. Z powodu braków wyposażenia elektrycznego 106 egzemplarzy kursowało początkowo jako doczepy i nosiło w tym czasie oznaczenie V13. W latach 60. XX wieku wyposażenie tych wagonów zostało uzupełnione. Doczepy przebudowane na wagony silnikowe zastąpiono nowo wyprodukowanymi, dwuosiowymi doczepami V12.
Wagon Festival i trzy wagony V54 wycofano z eksploatacji w 1968 r. 264 pozostałe tramwaje zmodernizowano w warsztatach głównych bukaresztańskiego przewoźnika. W trakcie remontu usunięto silniki w 92 wagonach. W ten sposób, z powodu nowoczesnych wózków identycznych z tymi montowanymi w wagonach V3A, powstał nowy typ wagonów EP/V3A, oznaczanych również V14. Oprócz nowych wózków tramwaje wyposażono również w pantografy połówkowe, jednoczęściową szybę przednią z nową kasetą na trasę linii oraz w drzwi harmonijkowe. Wymieniono także wyposażenie elektryczne. Po 1980 r. warsztaty tramwajowe w Bukareszcie przebudowały także 80 starszych dwuosiowych wagonów doczepnych na czteroosiowe; miało to na celu połączenie ich z wagonami EP/V3A.
Jako źródło części posłużyły doczepy serii V12 z lat 50. i 60. XX wieku. Przebudowane wagony wyposażono w wózki z tramwajów V3A. Po modernizacji tramwaje otrzymały oznaczenie V12/V3A. Łącznie do eksploatacji przekazano 172 doczepy V12/V3A, po jednej dla każdego z tramwajów typu V54. Z powodu wysokiej awaryjności tramwajów silnikowych, od 1988 r. bukaresztański przewoźnik wysyłał do obsługi linii tramwajowych składy złożone z jednego wagonu silnikowego i dwóch doczep. W drugiej połowie lat 90. XX wieku sprowadzono do Bukaresztu używane tramwaje z Niemiec Wschodnich, co umożliwiło wycofanie z eksploatacji części tramwajów typu EP/V3A.
Ostatnie tramwaje produkcji Electroputere zakończyły służbę liniową w 2000 r., kilka z nich zostało przebudowanych na wagony techniczne.

### Timișoara
Do Timișoary dostarczono 20 tramwajów V54. Przez pewien czas typ V54 w Timișoarze oznaczano także jako T.8. Początkowo V54 eksploatowano jedynie pojedynczo. W latach 1961–1966 przedsiębiorstwo Întreprinderea de Transport Timișoara zamówiło w Bukareszcie 41 dwuosiowych doczep typu V12. 24 z nich były przeznaczone do połączenia w składy z tramwajami V58, pozostałych 17 sprzęgnięto z wagonami serii V54. W latach 60. XX wieku tramwaje V54 wyposażono w drzwi harmonijkowe z napędem pneumatycznym.
W latach 1972–1976 tramwaje V54 zastąpiono na liniach nr 1, 2 i 6 składami wagonów Timiș 2. W drugiej połowie lat 60. XX wieku obsługiwały linię nr 8, a w 1976 r. przez pewien czas również linię nr 4, następnie do połowy lat 80. XX wieku kursowały na linii nr 7. Z wyjątkiem wagonu nr 229, który przez kilka lat był częścią taboru gospodarczego, wszystkie egzemplarze serii V54 zezłomowano. Przedsiębiorstwo Regia Autonomă de Transport Timișoara sprowadziło w 1999 r. z Bukaresztu wagon V54 nr 6026 w celu zachowania go jako tramwaju muzealnego. Tramwaj ten odnowiono w 2008 r. i oznaczono numerem 229.

### Oradea
Oradea otrzymała 14 tramwajów typu V54. Trzy z dostarczonych do miasta doczep już w pierwszej połowie lat 60. XX wieku wyposażono w silniki; wagonom nadano numery 58, 59 i 60. Cechą charakterystyczną tramwajów V54 w Oradei były lirowe odbieraki prądu. Podobnie jak w dwóch pozostałych miastach, także i w Oradei tramwaje kursowały pojedynczo lub w składach z doczepami. Pod koniec roku 1980 w eksploatacji pozostawało 14 tramwajów, natomiast w końcu 1986 r. już tylko 5. W 1989 r. V54 zastąpiono składami tramwajów Timiș 2 oraz V2A i V3A.

## Wymiana pasażerów

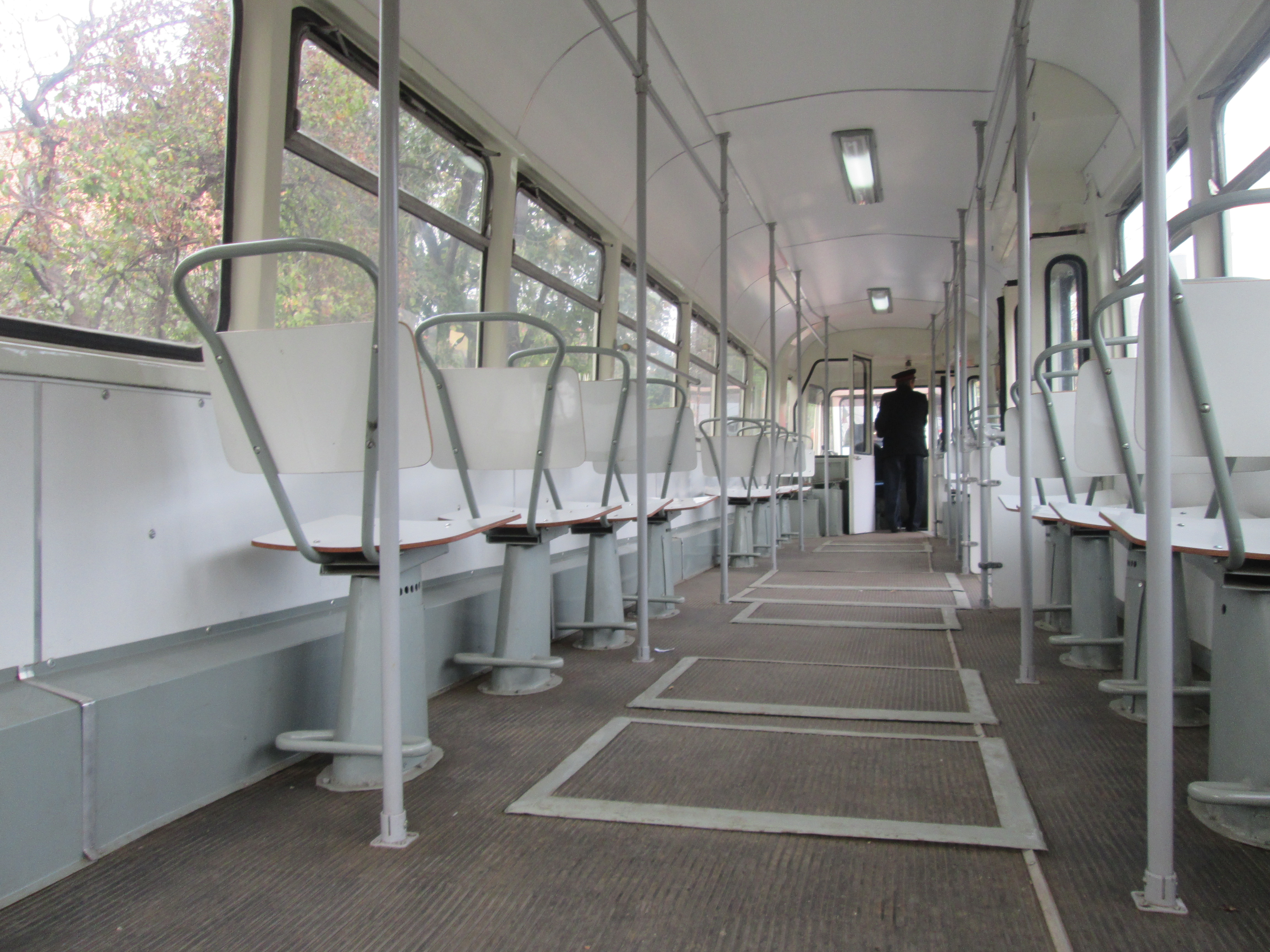
Wnętrze bukaresztańskiego wagonu muzealnego nr 6001

Cechą szczególną tramwajów V54 był sposób wymiany pasażerów. Pasażerowie wchodzili do tramwaju środkowymi drzwiami, przy czym konduktor zajmujący miejsce przy tychże drzwiach obsługiwał naraz dwie osoby. Pasażerowie przechodzili następnie w lewo lub w prawo przez barierki odgradzające obszar drzwi od przedziału pasażerskiego. Podróżni opuszczali następnie tramwaj korzystając z węższych drzwi przednich lub tylnych. Zasada ta jednak się nie sprawdziła, dlatego też stanowisko konduktora umieszczono ostatecznie obok tylnych drzwi, służących po przebudowie jako wejściowe.